# Flügelsamengewächse
Die Flügelsamengewächse oder Langfadengewächse (Combretaceae) sind eine Familie in der Ordnung der Myrtenartigen (Myrtales) innerhalb der Bedecktsamigen Pflanzen (Magnoliopsida). Die 400 bis 500 Arten gedeihen hauptsächlich in den Tropen und Subtropen.

## Beschreibung und Ökologie

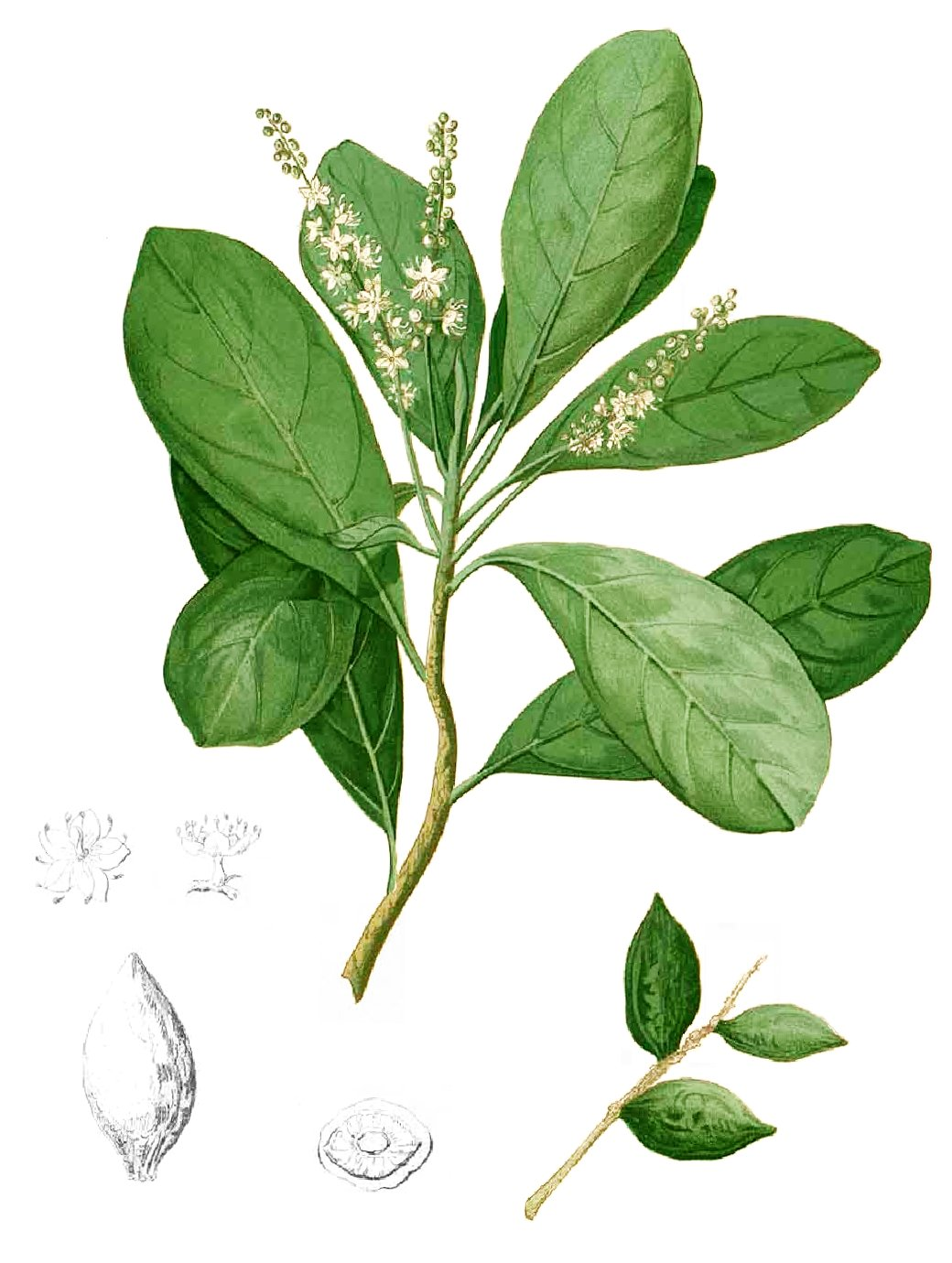
Illustration von Terminalia sumatrana

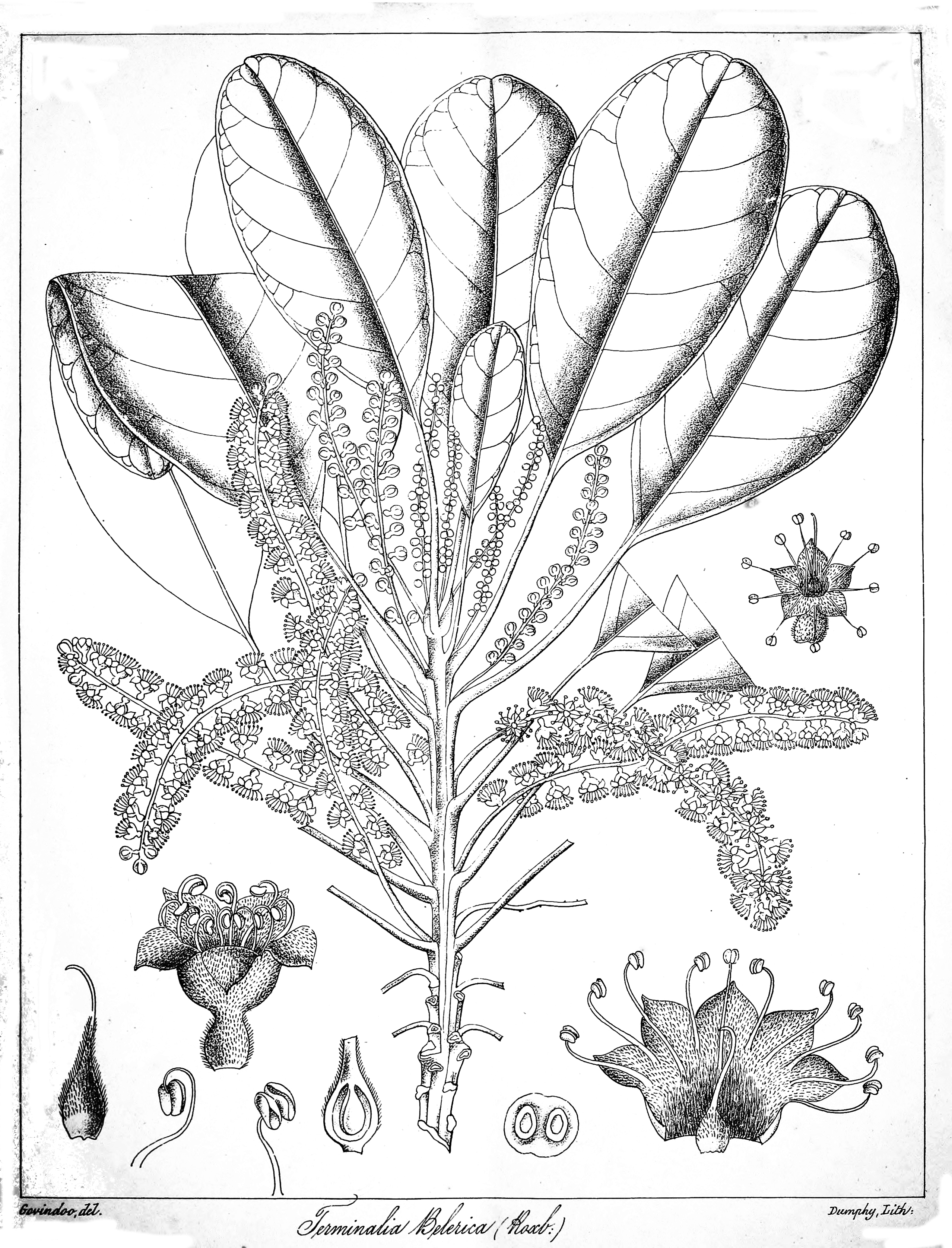
Illustration von Terminalia belerica

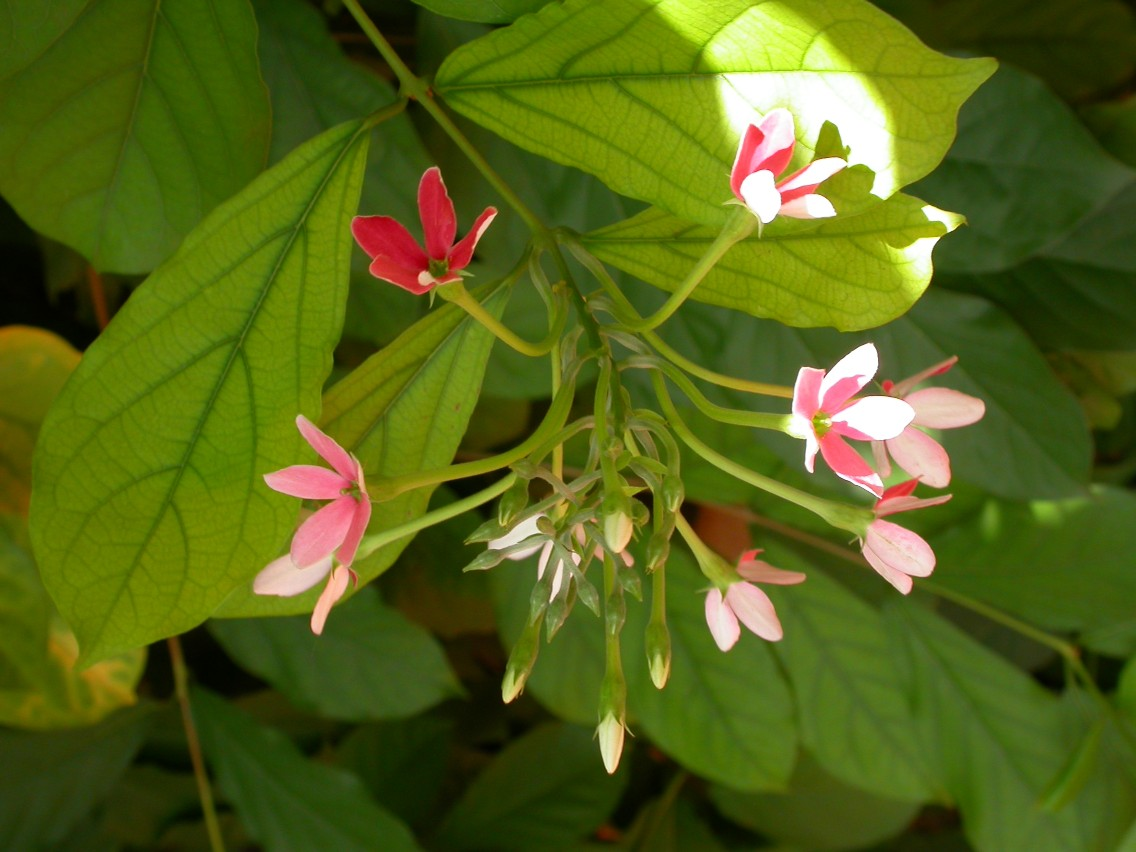
Subtribus Combretinae: Blütenstand, Blüten und einfache Laubblätter des Rangunschlinger oder Indischen Wunderstrauch (Quisqualis indica)

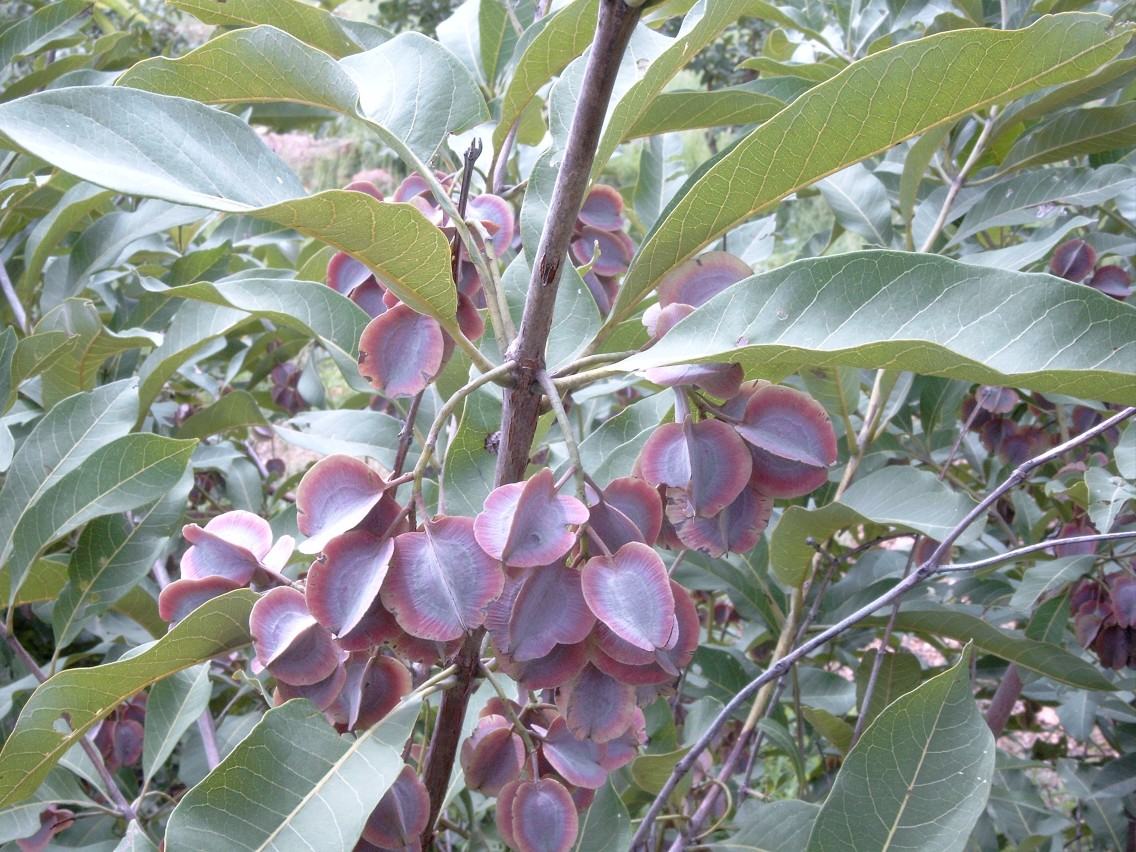
Subtribus Combretinae: Geflügelte Früchte der Hügel-Flügelnuss (Combretum collinum)

### Erscheinungsbild und Blätter
Bei den Arten der Familie Combretaceae handelt es sich um verholzende Pflanzen: Bäume, Sträucher und Lianen. Sie wachsen selbständig aufrecht oder meist kletternd. Die kletternden Arten wachsen windend, Combretum-Arten winden sich beispielsweise gegen den Uhrzeigersinn, oder halten sich Haken aus haltbaren unteren Bereichen von Blattstielen an ihren Unterlagen fest. Es gibt mesophytische bis xerophytische (oft in Savannen) oder helophytische Arten. Einige Arten sind Mangroven. Viele Arten werfen in der Trockenzeit ihr Laub ab oder weniger Arten sind immergrün.
Die Laubblätter sind wie bei den meisten anderen Myrtenartigen gegenständig, es gibt aber hier Taxa mit wechselständigen und schraubig oder zwei- bis vierzeilig, selten wirtelig angeordneten Laubblättern. Oft bilden die Laubblätter an den Zweigenden flache Rosetten, was vielen Arten ein charakteristisches Aussehen gibt. Es sind meist Blattstiele vorhanden, die bei manchen Arten lange erhalten bleiben und dann dornartig sind. Die Blattspreiten sind einfach. Der Blattrand ist mehr oder weniger glatt oder manchmal gezähnt. Es sind sehr unterschiedliche Trichome vorhanden: einfache Haare, Drüsenhaare, mehrzellige Haare, die Calciumoxalat abscheiden und Schuppen bilden oder unter der Cuticula vorhanden sind und die Blattoberfläche deshalb warzig oder punktiert wirken lassen. Es liegt Fieder- und Netznervatur vor. Es können winzige Nebenblätter vorhanden sein oder fehlen. 
Domatien kommen in etwa elf Gattungen und vielen Arten vor, sie sind als meist Haarbüschel, manchmal Vertiefungen oder Taschen ausgebildet. 

### Blütenstände und Blüten
Die Blütenstände sind ganz unterschiedlich geformt. Es sind Deckblätter vorhanden.
Die Blüten sind meist zwittrig, aber es gibt auch eingeschlechtige am gleichen Blütenstand.
Den meist radiärsymmetrischen, selten höchstens leicht zygomorphen, meist vier- oder fünfzählige Blüten fehlt oft die Blütenkrone. Die meist vier oder fünf Kelchblätter sind zu einer mehr oder weniger langen Röhre verwachsen (oberer Blütenbecher). Sie sind unscheinbar oder der Schauapparat wird von den Staubblättern gebildet. Die Staubblätter können auf zwei reduziert sein. Der als röhrenförmiger oder ovaler Becher ausgebildete Blütenboden (unterer Blütenbecher) umgibt den Fruchtknoten. Zwei oder fünf Fruchtblätter sind zu einem unterständigen, einkammerigen Fruchtknoten verwachsen. Der Fruchtknoten enthält meist zwei, selten bis zu sechs hängende, anatrope Samenanlagen, von denen sich nur eine entwickelt. Es ist ein Diskus mit Nektarien vorhanden, meist ist er behaart. Der Griffel endet in einer kopfigen oder unauffälligen Narbe.

### Früchte und Samen
Die einsamigen, fleischigen oder trockenen Früchte bleiben meist bei Reife geschlossen, sind in ihrer Form und Größe sehr variabel und oft durch zwei bis fünf longitudinale Flügel (daher der Name) oder Kanten an die Verbreitung durch Wind oder korkartiges Gewebe im Inneren oder an die Verbreitung durch Wasser angepasst. Die Samen enthalten zwei gefaltete, zusammengerollte oder gedrehte Keimblätter (Kotyledone), aber kein Endosperm.

### Chromosomenzahlen
Die Chromosomengrundzahlen betragen x = 7, 11 bis 13. 

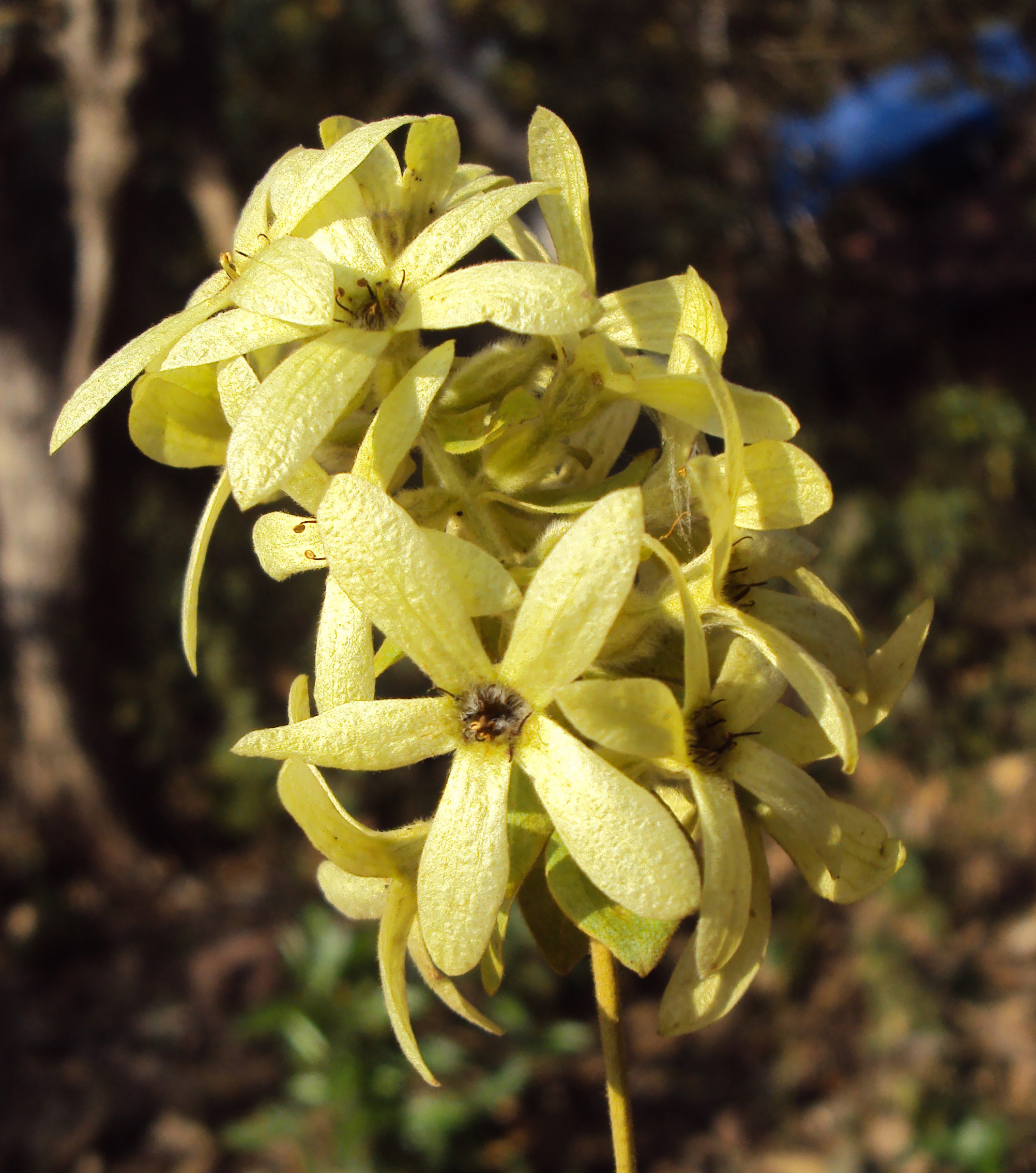
Subtribus Combretinae: Blütenstand von Calycopteris floribunda

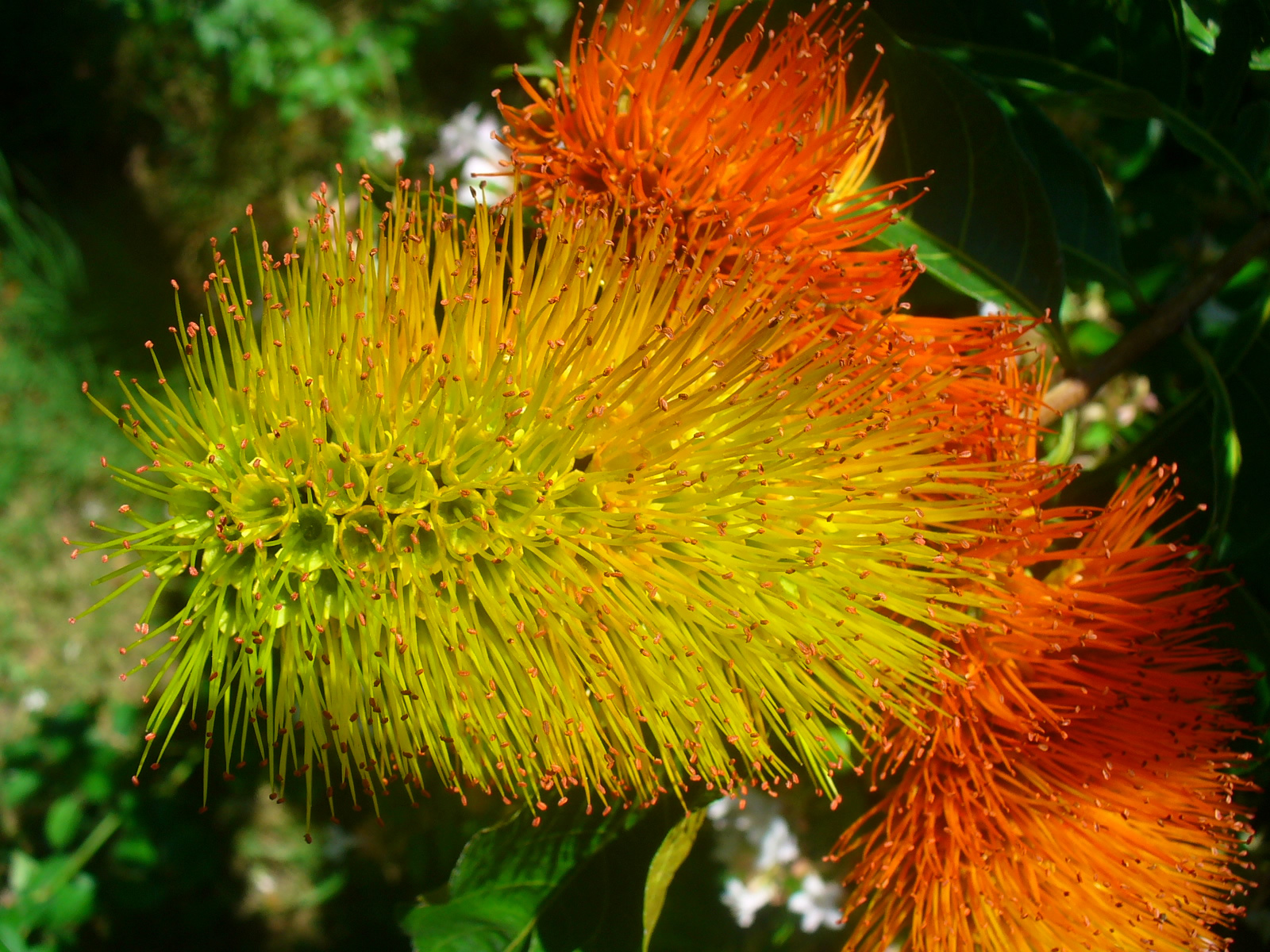
Subtribus Combretinae: Blütenstände von Combretum fruticosum

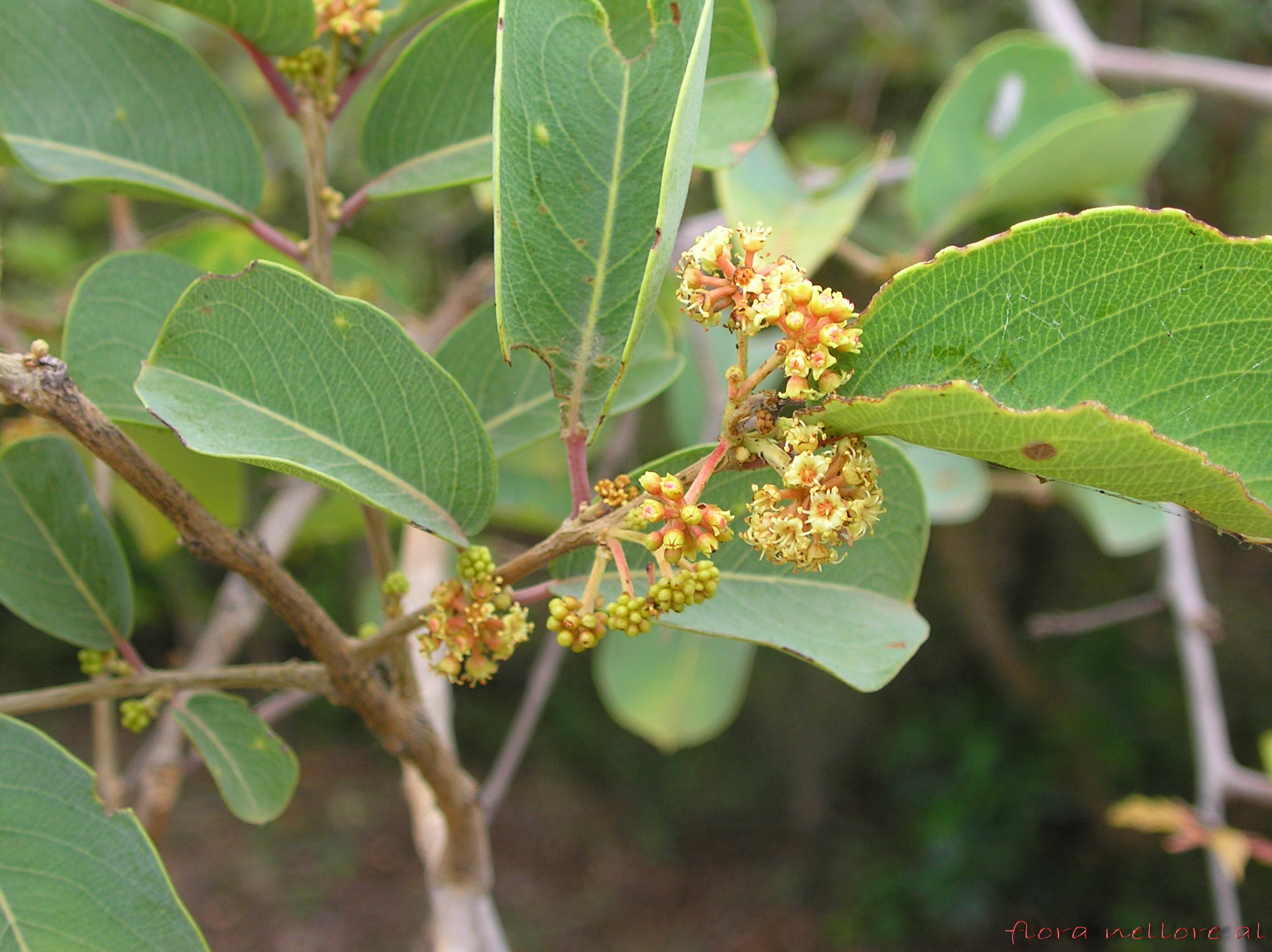
Subtribus Terminaliinae: Anogeissus latifolia

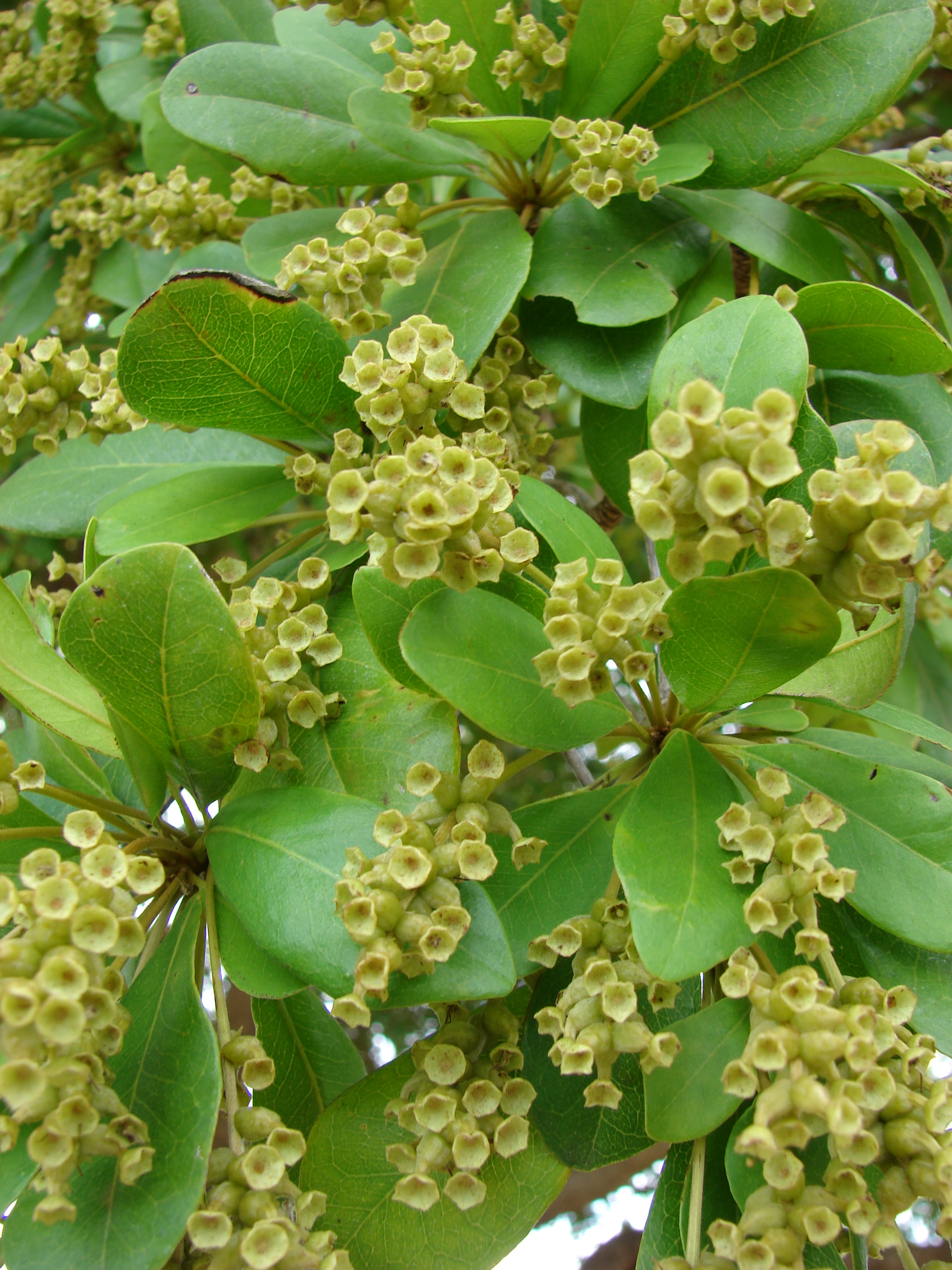
Subtribus Terminaliinae: Bucida buceras

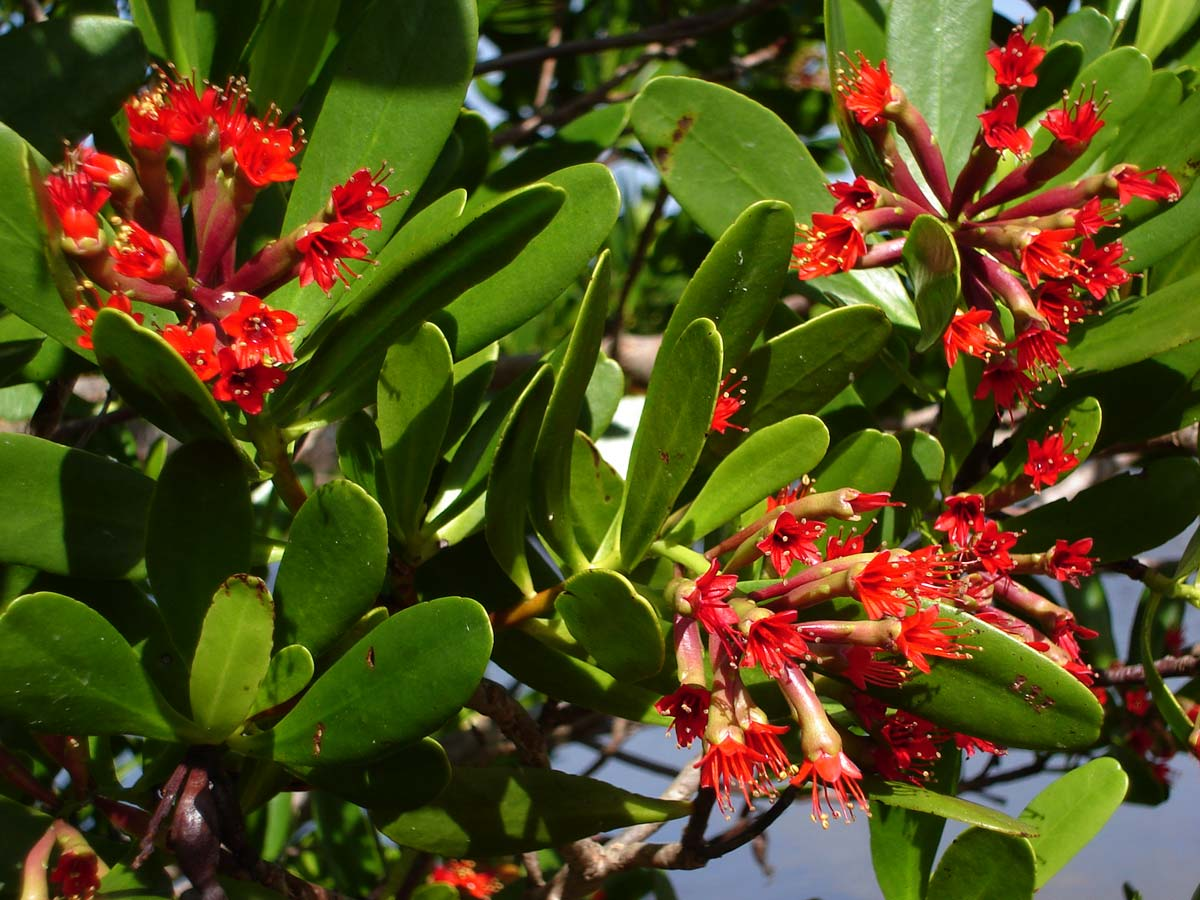
Tribus Laguncularieae: Laubblätter und Blütenstände von Lumnitzera littorea

## Systematik und Verbreitung
Die Familie der Combretaceae wurde 1810 durch Robert Brown in Prodromus Florae Novae Hollandiae, S. 351 aufgestellt. Typusgattung ist Combretum Loef.
Die Taxa folgender ehemaliger Familien sind hier eingegliedert: Bucidaceae Spreng., Myrobalanaceae Martinov, Strephonemataceae Venkat. & Prak. Rao nom. inval., Terminaliaceae J. St.-Hil.
Die meisten Arten findet man in den Tropen und Subtropen, und zwar vor allem in Savannen und Monsunwäldern. Auch Mangroven kommen in der Familie vor.
Die Familie Combretaceae ist in zwei Unterfamilien sowie zwei Tribus gegliedert und enthält etwa 16 bis 20 Gattungen mit 400 bis 500 (bis 600) Arten:
- Unterfamilie Combretoideae Beilschmied:
  - Tribus Combreteae Engler: Sie enthält zwei Subtribus und etwa neun bis zwölf Gattungen:
    - Subtribus Combretinae: Sie enthält vier bis fünf Gattungen:
      - Calycopteris Lam. (Syn.: Getonia Roxb.): Sie enthält nur eine Art:
        - Calycopteris floribunda (Roxb.) Lam., Syn.: Getonia floribunda Roxb.: Sie gedeiht nur in immergrünen Regenwäldern des Westghats.

      - Langfäden (Combretum Loef., Syn.: Aetia Adans., Bureava Baill., Cacoucia Aubl., Calopyxis Tul., Campylochiton Welw. ex Hiern, Campylogyne Welw. ex Hemsl., Chrysostachys Pohl, Cristaria Sonn., Embryogonia Blume, Forsgardia Vell., Gonocarpus Ham., Grislea L., Hambergera Scop., Kleinia Crantz, Meiostemon Exell & Stace, Physopodium Desv., Poivrea Comm. ex Thouars, Schousboea Willd., Seguiera Rchb. ex Oliv., Sheadendron G. Bertol., Sphalanthus Jack, Udani Adans.), auch Buschweide genannt: Mit etwa 250 Arten in den Tropen der ganzen Welt.
      - Wundersträucher (Quisqualis L., wird manchmal in die Gattung Combretum als eigene Sektion Combretum  sect. Quisqualis (L.) Stace gestellt): Die etwa 16 Arten sind Sträucher oder Kletterpflanzen aus dem tropischen Afrika und Asien.
      - Guiera Adans. ex Juss.: Sie enthält nur eine Art:
        - Guiera senegalensis J.F.Gmel.: Sie gedeiht vom Senegal bis zur Zentralafrikanischen Republik.

      - Thiloa Eichler: Die nur etwa zwei Arten sind in Südamerika verbreitet.

    - Subtribus Terminaliinae: Sie enthält etwa sieben Gattungen:
      - Anogeissus (DC.) Wall. ex Guill. & Perr.: Die etwa zehn Arten sind im tropischen Afrika und Asien verbreitet, beispielsweise:
        - Anogeissus latifolia (Roxb. ex DC.) Wall. ex Guill. & Perr.
        - Anogeissus leiocarpa (DC.) Guill. & Perr.

      - Buchenavia Eichler: Die etwa 20 Arten sind in der Neotropis verbreitet.
        - Buchenavia tetraphylla (Aubl.) R.A.Howard: Vom mittleren Brasilien bis in die Guyanas und nach Zentralamerika bis in die Karibik.

      - Bucida L. nom. cons.: Die etwa sechs Arten kommen in Florida, Zentralamerika und auf Karibischen Inseln vor. Darunter:
        - Bucida buceras L.: Sie wird von manchen Autoren auch zur Gattung Terminalia gestellt.

      - Conocarpus L.: Die nur zwei Arten kommen im tropischen Afrika und in der Neotropis: 
        - Knopfmangrove (Conocarpus erectus L.): Es ist ein salztoleranter Baum der Küstenregion Westafrikas und der Neotropis.
        - Conocarpus lancifolius Engl.: Heimat ist das nordöstliche Afrika und der südliche Jemen.

      - Pteleopsis Engl.: Die etwa zehn Arten sind in Afrika verbreitet.
      - Myrobalanen (Terminalia L., Syn.: Adamaram Adanson, Badamia Gaertner, Buceras P.Browne,  Myrobalanus Gaertner, Pentaptera Roxb.): Die etwa 150 Arten sind in den Tropen der ganzen Welt verbreitet, z. B.:
        - Katappenbaum (Terminalia catappa L.)

      - Terminaliopsis Danguy: Die höchstens zwei Arten kommen in Madagaskar vor.

  - Tribus Laguncularieae Engler & Diels: Sie enthält vier Gattungen:
    - Dansiea Byrnes: Die nur zwei Arten kommen in Australien vor.
    - Laguncularia C.F.Gaertn.: Sie enthält nur eine Art: 
      - Weiße Mangrove (Laguncularia racemosa (L.) C.F.Gaertn.): Sie besitzt eine atlantische Verbreitung mit Vorkommen in Westafrika und der Neuen Welt.

    - Lumnitzera Willd.: Mit zwei Mangroven-Arten mit pazifischer Verbreitung in Ostafrika und Nordaustralien:
      - Lumnitzera littorea (Jack) Voigt
      - Lumnitzera racemosa Willd.

    - Macropteranthes F.Muell.: Die etwa fünf Arten kommen in Australien vor.
- Unterfamilie Strephonematoideae Engler & Diels: Sie enthält nur eine Gattung:
  - Strephonema Hook. f.: Die etwa drei Arten sind im tropischen Westafrika verbreitet.